# Lotus Word Pro
Lotus Word Pro ist eine Textverarbeitungssoftware der Firma Lotus Development Corporation (heute ein Unternehmen von IBM). Word Pro ist der Nachfolger von Ami Pro.
Word Pro wurde im Paket mit der Lotus SmartSuite verkauft, die noch bis 2013 vermarktet wurde. Die letzte Version von Word Pro war 9.8 Fixpack 6 von 2007 und läuft auf allen Windows-Versionen ab Windows 95 bis Windows 7. Frühere Versionen gab es auch für OS/2.

## Dateiformat
Die mit Word Pro erstellten Dateien erhalten die Endung .lwp (in älteren Versionen und Ami Pro auch .sam). Vorlagendateien (so genannte SmartMaster) haben die Dateiendung .mwp. WordPro aus der SmartSuite 9.8 kann das Urformat SAM aus AmiPro nicht mehr lesen.
Das Dateiformat selbst ist proprietär und kann nicht ohne weiteres von anderen Programmen gelesen werden. Mit Word Pro kann man jedoch viele Fremdformate (z. B. Microsoft Word) lesen, bearbeiten und speichern. Es gibt einen Betrachter für Windows, mit dem die Dateien angezeigt werden können. Die Dateien lassen sich auch mit dem freien Officepaket LibreOffice öffnen.

## Versionen
- Windows (16-bit)
  - 31. August 1995 – Lotus Word Pro 96 (SmartSuite 4.0)
- Windows (32-bit)
  - 4. Dezember 1995 – Lotus Word Pro 96 for Windows 95
- OS/2
  - 1996 – Lotus Word Pro 96 Edition for OS/2 Warp